# Fredrik Hangasjärvi

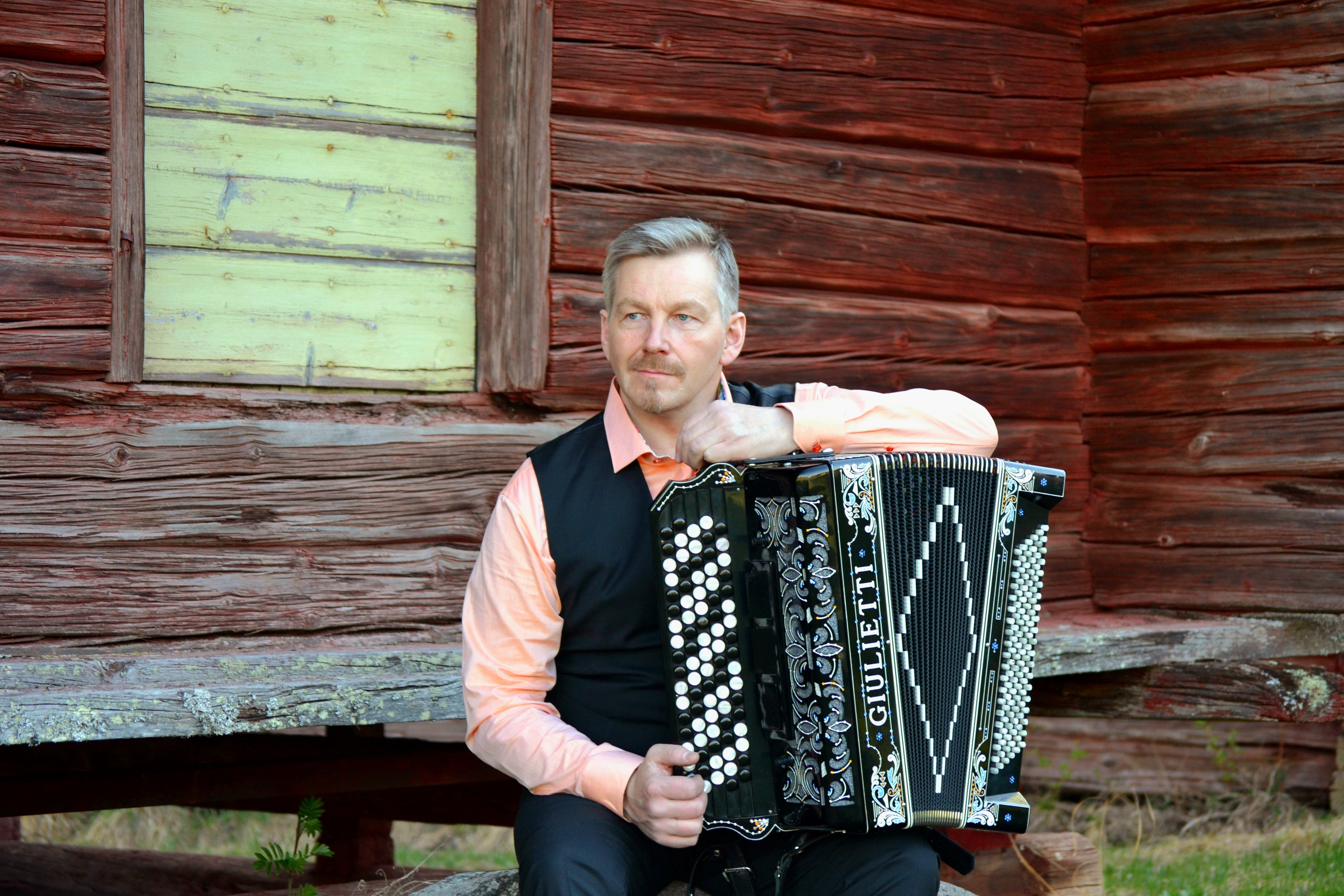
Fredrik Hangasjärvi.

Sten Johan Fredrik Hangasjärvi, tidigare Isaksson, född 29 april 1973 i Kivijärvi i Korpilombolo församling, är en svensk dragspelare och riksspelman. 
Hangasjärvi har medverkat i flera grupper, men har sedan 1999 tillhört Raj-Raj Band
År 2013 utnämndes han till riksspelman. År 2015 och 2016 medverkade Hangasjärvi i SVT:s produktion Bastubaletten.
Idag är Hangasjärvi mest aktuell med bandet Fredrik Hangasjärvi Orkester, där Sanna Kalla är vokalist. 
2024 har Fredrik Hangasjärvi av Sveriges Dragspelares riksförbund blivit utsedd till Årets dragspelare 2024.